# Neuroprotetyka
Neuroprotetyka – protezowanie układu nerwowego, dziedzina wiedzy związana z neurobiologią i inżynierią biomedyczną, zajmująca się uzupełnianiem wadliwych elementów układu nerwowego przy pomocy sztucznych materiałów zastępczych: protez lub implantów.
Protezy układu nerwowego to urządzenia, które powinny zastępować funkcje ruchowe, czuciowe bądź poznawcze układu nerwowego, uszkodzonego w wyniku urazu bądź choroby. Jako przykład może służyć implant ślimakowy, który zastępuje czynność uszkodzonego ucha wewnętrznego i środkowego i bezpośrednio pobudza nerw przedsionkowo-ślimakowy.
Rozwój technologii budowy neuroprotez ma głęboki wpływ na jakość ludzkiego życia. Umożliwiają one wykonywanie codziennych czynności i normalne życie w społeczeństwie osobom, praktycznie izolowanym z powodu niesprawności.

## Przełomowe wydarzenia w historii neuroprotetyki
- 1957 – powstanie pierwszej neuroprotezy: aparatu słuchowego
- 1961 – wszczepienie protezy stosowanej przy opadaniu stopy przy porażeniu nerwu strzałkowego
- 1977 – implant słuchowy wszczepiony do mózgu
- 1981 – obwodowy nerw mostkowy wszczepiono w rdzeń kręgowy dorosłych szczurów
- 1997 – amerykańska Agencja Żywności i Leków zaakceptowała głęboką stymulację mózgu (DBS) jako metodę leczenia w drżeniu samoistnym, w chorobie Parkinsona (2002)i w dystonii (2003)
- 2008 – Chet Moritz (University of Washington w Seattle) skonstruował pierwszą neuroprotezę sterującą kończyną górną małpy z ominięciem rdzenia kręgowego. Elektrody podłączone są w niej bezpośrednio do mózgu małpki. W dodatku, dzięki plastyczności mózgu, źródłem potencjałów pobudzających neuroprotezę mogą stać się neurony dotychczas niezaangażowane w generowanie ruchu kończyny (mózg małpki jest w stanie nauczyć się sprawnej obsługi nowego połączenia)[2][3].
- 2009 – Reggie Edgerton (Uniwersytet Kalifornijski) przeprowadził eksperyment, w którym udało się przywrócić sprawność motoryczną kończyn objętych paraliżem bez odbudowywania przewodnictwa elektrycznego z mózgu. Pozwoli to w przyszłości pomóc osobom sparaliżowanym w wyniku uszkodzenia rdzenia kręgowego[4][5].

## Praktyczne osiągnięcia w dziedzinie neuroprotetyki

### Protetyka słuchu

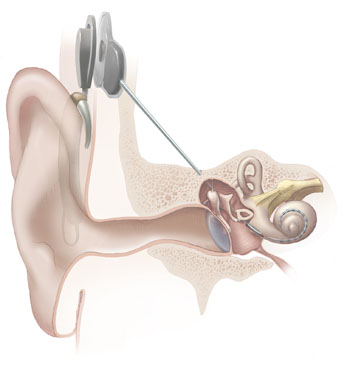
Schemat budowy implantu ślimakowego

Implant ślimakowy (sztuczne ucho) jest chirurgicznie zaszczepionym implantem, który może pomóc dostarczyć zmysł słuchu osobie, która jest "głęboko" głucha lub bardzo słabo słysząca. Implant ślimakowy nie wzmacnia słuchu ale działa przez dokładne stymulowanie jakichkolwiek działających słuchowych nerwów w ośrodku ślimaka elektrycznymi implantami.
Obecnie trwają również badania nad udoskonaleniem bardziej nowoczesnego implantu pniowego, w którym elektrody podłączone są bezpośrednio do pnia mózgu. Przeprowadzono już pierwsze skuteczne zabiegi wszczepienia tej neuroprotezy.

### Protetyka wzroku
W latach 40. XX wieku istniał już pomysł sztucznej elektrycznej stymulacji mózgu a pod koniec lat 60. nastąpił przełom – brytyjski naukowiec Giles Brindley dokonał wszczepienia elektrod na powierzchni mózgu. Jednakże eksperymenty nie były kontynuowane z powodów technicznych. Zainteresowany tym eksperymentem Instytut Zdrowia (National Institute of Health) przedsięwziął eksperymenty z umieszczeniem elektrod (cieńszych od ludzkiego włosa) połączonych ultracienkim przewodem o średnicy od 25-50 μm w okolicach obszarów mózgu odpowiedzialnych za widzenie.
W klinice okulistycznej w Tybindze naukowcy pod kierownictwem prof. E. Zrennera skonstruowali chip, który jest umieszczany pod siatkówką oka. Urządzenie przeszło pomyślne testy na zwierzętach, i obecnie są prowadzone próby na ludziach. Pierwsze wyniki są bardzo obiecujące. Natomiast profesor Ralf Eckmiller z uniwersytetu w Bonn ze swoim zespołem prowadzą badania nad układem elektronicznym będącym repliką fotoreceptorów oraz całej sieci nerwowej. System przetwarzania obrazu ma być umieszczony i instalowany w okularach pacjenta. Sygnały będą przesyłane przez nadajnik, który znajduje się w okularach pacjenta do odbiornika – gałki ocznej. Odbiornik natomiast ma przekazywać impulsy elektryczne bezpośrednio do komórek nerwowych. Najprawdopodobniej osoby wyposażone w taki układ będą mogły rozpoznać kształt większych obiektów.
Z kolei w 2006 roku prof. Gislin Dagnelie z amerykańskiego Johns Hopkins University opracował prototyp sztucznego oka mającego przywrócić zdolność widzenia ludziom którzy zachorowali np. na zwyrodnienie plamki związane z wiekiem. Jego głównym elementem jest chip elektroniczny, wszczepiany w gałkę oczną i połączony z kamerą w okularach pacjentów, umożliwiający odczytywanie sygnałów z kamery przez mózg.

### Głęboka stymulacja mózgu
Poprzez implantację urządzenia zwanego rozrusznikiem mózgu, które wysyła impulsy elektryczne do określonej części mózgu, dochodzi do stymulacji nerwów. Zależnie od rodzaju choroby pacjenta, lekarze wprowadzają elektrody do dotkniętego schorzeniem fragmentu mózgu albo do nerwu błędnego. Następnie pacjentowi wszczepia się stymulator, umieszczany w klatce piersiowej albo w okolicy karku. Powstające w urządzeniu impulsy elektryczne „wyciszają” komórki nerwowe fałszując bodźce.
Metodę tę zaaprobowała amerykańska Agencja Żywności i Leków w leczeniu drżenia samoistnego, choroby Parkinsona i dystonii.

### Protetyka w leczeniu bólu
Stymulator rdzenia kręgowego (The Spinal Cord Stimulator) jest stosowany w leczeniu przewlekłego bólu. Jest wszczepiany obok powierzchni rdzenia kręgowego. Elektryczne impulsy generowane przez urządzenie powodują jakby "mrowienie; dzwonienie w uszach", które zmniejszają uczucie bólu u pacjenta. Generator impulsów jest umieszczony w podbrzuszu lub pośladkach.

### Ruchowe protezy do świadomego kontrolowania ruchu
W 2003 roku Philip Kennedy dysponował działającym, choć prymitywnym egzemplarzem, który pozwalał osobom sparaliżowanym wypowiadać słowa i jednocześnie rejestrował aktywność ich mózgów. Urządzenie Kennedy’ego używa dwóch neutropicznych elektrod. Pierwsza wszczepiona jest w nietkniętym rejonie ruchowej części kory mózgowej. Używana jest do poruszania kursorem po grupie liter. Druga jest wszczepiona w inny motoryczny region i używana jest do wskazywania selekcji. Zależnie od wyników odczytu kursor przesuwa się w górę albo w dół. W trakcie treningu chory uczy się kierować swoimi falami mózgowymi. Naukowcy opracowali specjalny program komputerowy, dzięki któremu pacjent może przekazywać swoje opinie, pytania czy prośby.
Urządzenie znacznie udoskonalono. Naukowcy doszli do wniosku, że dzięki elektronicznemu układowi scalonemu, umieszczonemu na powierzchni kory mózgowej, możliwe będzie odczytanie i przeanalizowanie sygnałów wysyłanych przez mózg dotyczących wykonania jakiegoś ruchu. Setki elektrod śledzą impulsy w mózgowej centrali ruchu w chwili, gdy pacjenci wyobrażają sobie, że przystępują do podnoszenia ręki, zaciskania palców czy przesuwania przedmiotów. Informacje z elektrod, przekazywane są do komputera, który podłączony może być do sztucznej ręki lub urządzenia sterującego sprzętem domowym. Umożliwi to ludziom sparaliżowanym wykonywanie prostych czynności, które w innym przypadku wymagałyby pomocy opiekuna.

### Sztuczne kończyny
Neuroprotetyka pomocna jest również w przypadku budowy protez kończyn u pacjentów po urazach i amputacjach, u których część mięśni i nerwów zachowała sprawność. Osiągnięcia naukowców umożliwiają takie sterowanie protezą przy pomocy impulsów wprost z mózgu, by umożliwić pacjentom jak największą sprawność ruchową (np. sztuczna dłoń potrafi się otwierać i zamykać, co umożliwia przenoszenie przedmiotów). Brytyjscy naukowcy z Advanced Control Research w Plymouth skonstruowali protezę ręki z chipem elektronicznym, który przetwarza impulsy centralnego systemu nerwowego i umożliwia zginanie protezy w łokciu lub nadgarstku. Obecnie wynalazek jest testowany.

### Implant kontrolujący pęcherz
Porażenie poprzeczne rdzenia kręgowego oprócz paraplegii powoduje wystąpienie problemów z opróżnianiem pęcherza, co może prowadzić do rozwoju infekcji. Od 1969 roku trwają badania nad stymulatorem przedniego korzenia krzyżowego z udaną próbą na ludziach dopiero w latach 80. To urządzenie jest wszczepiane w krzyżowy korzeń przedni zwoju rdzenia kręgowego, kontrolowane przez zewnętrzny nadajnik. Dostarcza przerywanej stymulacji, która polepsza kontrolę nad opróżnianiem pęcherza, a także nad defekacją. Ponadto umożliwia mężczyznom osiągnięcie pełnej erekcji.